# The Spirit of Radio
«The Spirit of Radio» es una canción de la banda canadiense Rush de su álbum de 1980 Permanent Waves. La canción está inspirada en la estación de radio de Toronto CFNY-FM. Es el segundo sencillo de Rush en entrar a las listas US Hot 100 (llegando al 51) y UK Singles Chart (llegando al 13 siendo este el sencillo que ha llegado más lejos en esta lista).

## Composición
El riff de introducción fue escrito en una escala mixolidia en Mi mayor; la mayoría del resto, salvo las repeticiones del riff introductorio, está en Mi mayor convencional.
En el cierre, la banda experimenta con el reggae, así como lo habían hecho en grabaciones de estudios y en sus conciertos, con la introducción de Working Man; también lo harían en sus grabaciones posteriores, Moving Pictures, Signals y Grace Under Pressure. Dado esto, decidieron agregar una sección en "The Spirit Of Radio" "para pasarlo bien y sonreír", como diría Alex Lifeson.
La letra de la canción es acerca de la tristeza por el enfoque comercial que había adquirido la radio FM, durante el fin de los años 70s. La estación de radio de Toronto, CFNY-FM -quienes no habían virado a un enfoque comercial-, es citada como una inspiración para la canción.

## Apariciones
La canción aparece en la banda sonora de la película Trailer Park Boys: The Movie.
La banda inglesa Saint Etienne usa el riff en su canción Conchita Martínez. La canción fue versionada en vivo por la banda de metal alternativo Primus
Una versión en vivo aparece en el juego Guitar Hero 5. La versión de la canción fue tocada el 17 de junio de 1980 en el teatro Apollo, en Inglaterra, en su gira Permanent Waves Tour.
También es jugable en el juego Rock Revolution.